# Charles Lutaud
Charles Étienne Lutaud, né le 15 septembre 1855 à Mâcon (Saône-et-Loire) et mort à Paris 1er le 27 octobre 1921,, est un haut fonctionnaire et préfet français. Il a notamment été gouverneur général de l'Algérie entre 1911 et 1918.

## Biographie

### Jeunesse et études
Lutaud grandit dans la bourgeoisie mâconnaise. Il fait partie de la même famille qu'Auguste Lutaud, docteur à Mâcon, qui sera un protagoniste très accessoire du scandale de Panama. Il suit des études au lycée Lamartine de Mâcon, où il obtient des prix, notamment en anglais. Il étudie en faculté de droit et décroche une licence.

### Parcours professionnel
S'affirmant de gauche, il quitte Mâcon pour aller travailler comme attaché au Comité des Gauches du Sénat de juillet à novembre 1877. Il épaule les partis de gauche durant la crise du 16 mai 1877, ce qui fait sa réputation de républicain ardent. Son aide lui permet d'obtenir le 21 décembre le poste de chef de cabinet du préfet de la Somme. Il devient en 1879 chef de cabinet du préfet de la Loire-Inférieure.
Il est attaché au cabinet du ministre de l'Intérieur Pierre Waldeck-Rousseau puis de François Allain-Targé de mars 1883 à avril 1884. Pour le remercier de son bon travail, il est nommé par Allain-Targé sous-préfet de Boulogne-sur-Mer en 1884. Il est alors sous la direction du préfet Vel-Durand, qui est également un républicain convaincu. Vel-Durand s'appuie sur Lutaud pour combattre les influences anti-républicaines dans le Pas-de-Calais, qu'elles fussent orléanistes, bonapartistes ou cléricales. Lutaud propose au préfet de décorer quelques maires des palmes académiques ou du mérite agricole afin de stimuler le zèle républicain des grands électeurs. Il développe également le renseignement territorial afin d'obtenir des informations sur les mouvances conservatrices locales.
Le 24 mai 1889, il est nommé préfet de la Sarthe. En octobre 1893, il devient préfet de la Corse, puis des Côtes du Nord (1895), et de Haute-Garonne (1897). Il fait campagne pour Ernest Constans et malmène ses ennemis politiques.
En décembre 1898, il est nommé préfet d'Alger. Il échoit du poste pendant une période d'agitation antisémite de la part des colons à Alger. Il réorganise la police algérienne sur le modèle de la préfecture de Police de Paris. Franc-maçon, il devient la cible des journaux antisémites algériens. Lorsque, le 26 avril 1901, des rebelles attaquent un camp français à Margueritte, tuant six Européens, Lutaud envoie l'armée et six musulmans sont tués. Une campagne contre Lutaud est alors menée en Algérie, ainsi qu'en métropole. Godefroy Cavaignac, qui demande au président Félix Faure de le révoquer. L'affaire fait l'objet de débats à la Chambre des députés, où il est remarqué qu'il ne se déplace en tant que préfet qu'avec cinq commissaires autour de lui.
En juillet 1901, Lutaud quitte l'Algérie pour être nommé préfet des Bouches-du-Rhône, succédant à Périclès Grimanelli. Il quitte ce poste en septembre 1902 pour devenir préfet de la Gironde. Il devient en 1907 préfet du Rhône.
Le 22 mars 1911, Lutaud obtient le dernier poste important de sa carrière, en étant nommé gouverneur général de l'Algérie. Il remplace Charles Jonnart, qui démissionne à la suite de la chute du gouvernement d'Aristide Briand. Il y dispose d'une longévité importante, car il conserve cette fonction jusqu'en janvier 1918. Il déploie une politique agricole importante en Algérie en faveur des colons, les soutenant fermement, ne poursuivant pas les réformes bénéfiques à la population algérienne que Jonnart avait souhaité mettre en place. 
Dès son arrivée au poste, il se prononce contre la proposition Rozet visant à la suppression de l'internement administratif et des pouvoirs disciplinaires des administrateurs des territoires français. Il s'oppose à tout changement dans la politique ou dans le statut social des musulmans d'Algérie, considérant qu'une modification pourrait mener à plus de violences et à un ralentissement de la marche de l'assimilation. Régulièrement questionné par le pouvoir central au sujet de la sécurité intérieure de l'Algérie et de potentielles tentatives de rébellion, il assure avoir la situation sous contrôle et projette un plan de contre-insurrection appuyé par les colons européens en cas de soulèvement.
Le grand nombre d'algériens musulmans s'étant battu pour la France au cours de la Première Guerre mondiale cause un mouvement appuyant la mise en place de mécanismes d'accès à la citoyenneté pour les algériens. Lutaud menace en 1915 de démissionner si cela était mis en place. Il revient sur sa position en 1917, et propose que les soldats algériens, même ceux qui n'ont pas combattu en Europe, puissent obtenir la citoyenneté. Les demandes seraient cependant traitées par l'administration coloniale et non par le ministère compétent, à savoir celui des Armées.
En Algérie, Lutaud remarque le travail du jeune Georges Catroux, dont il fait son conseiller politique à son cabinet.
En 1918, Georges Clemenceau lui propose de diriger l'action de la France en Ukraine dans le cadre d'une intervention spéciale dans ce pays, mais Lutaud refuse. Il est cependant nommé haut représentant de la France dans le pays.

## Vie privée

### Famille et proches
Il épouse le 28 juillet 1908 Valentine Marie Amaranthe Angélique Loucou, avec qui il a deux enfants. Elle lui survit.
Il était proche d'Eugène Étienne, avec qui il a une correspondance importante durant sa fonction à Alger. Il l'appelle « mon cher maître. »
Ses cendres se trouvent au cimetière du Père-Lachaise. 

### Engagement philosophique et politique
Il était franc-maçon.
Lutaud est un représentant d'un jacobinisme conservateur.

## Hommages et distinctions
Il est nommé officier de l'ordre national de la Légion d'honneur en août 1899, puis chevalier en 1891, commandeur en 1914, et grand officier en janvier 1919.